# Michał Niedźwiedź

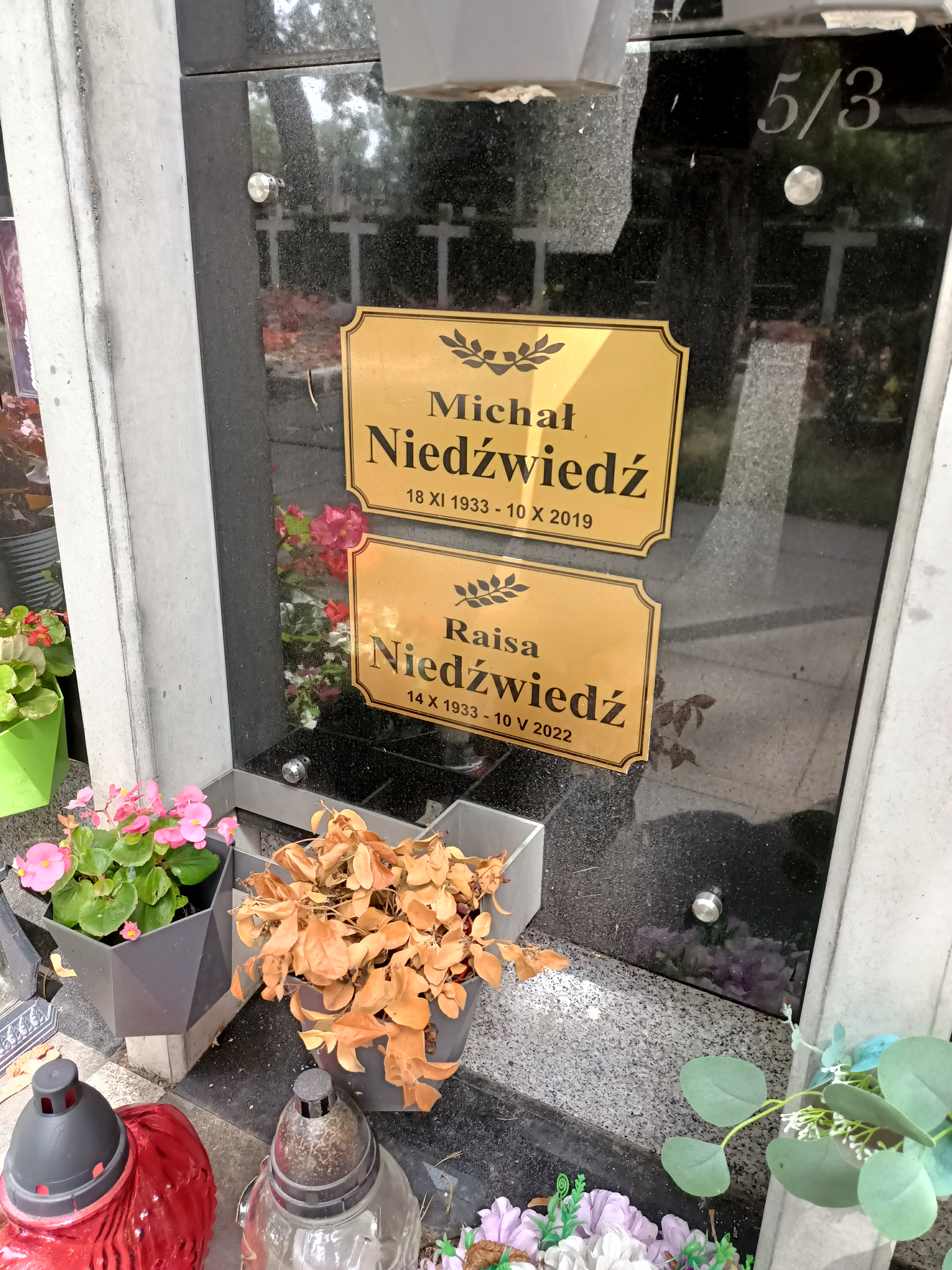
Grób Michała Niedźwiedzia na Cmentarzu Wojskowym na Powązkach

Michał Niedźwiedź (ur. 18 listopada 1933 w Nowej Woli, zm. 10 października 2019 w Warszawie) – polski działacz partyjny i państwowy, były I sekretarz Komitetu Powiatowego PZPR w Hajnówce, w latach 1980–1989 I sekretarz Komitetu Wojewódzkiego PZPR w Pile, w 1980 przewodniczący Prezydium Wojewódzkiej Rady Narodowej w Pile.

## Życiorys
Syn Andrzeja i Julii. Absolwent ekonomii w Wyższej Szkole Nauk Społecznych przy KC PZPR (1967), uczestniczył też w kursach w Akademii Nauk Społecznych i Wyższej Szkole Partyjnej w Moskwie. Działał w Związku Młodzieży Polskiej, od 1960 do 1963 był szefem jego struktur w województwie białostockim i członkiem władz krajowych. Później należał też do rady wojewódzkiej Patriotycznego Ruchu Odrodzenia Narodowego i Związku Zawodowego Pracowników PZPR.
W 1952 wstąpił do Polskiej Zjednoczonej Partii Robotniczej. W latach 1964–1969 I sekretarz Komitetu Powiatowego PZPR w Hajnówce. Następnie związany z Komitetem Wojewódzkim PZPR w Białymstoku, gdzie był kolejno kierownikiem Wydziału Ekonomicznego (1969–1972) oraz sekretarzem ds. ekonomicznych (1972–1975) oraz ekonomicznych i rolnych (1975–1977). W latach 1977–1980 związany z Ministerstwem Przemysłu Lekkiego, w którym kierował Komitetem Zakładowym PZPR. Od 12 czerwca 1980 do 19 kwietnia 1989 pełnił funkcję I sekretarza KW PZPR w Pile oraz członka jego egzekutywy (odszedł wskutek awansu i złożonej dymisji). Od czerwca do grudnia 1980 kierował także pilską Wojewódzką Radą Narodową W grudniu 1985 został członkiem Zespołu do przygotowania Projektu Uchwały X Zjazdu PZPR, który odbył się w lipcu 1986. Od 1986 należał do Komitetu Centralnego partii, od kwietnia do grudnia 1989 był w jego ramach sekretarzem Komisji Robotniczej. W latach 1986–1989 był członkiem Komisji ds. Wewnątrzpartyjnych oraz Działalności Partii w Organach Przedstawicielskich i Administracji Państwowej Komitetu Centralnego.
Pochowany na Cmentarzu Wojskowym na Powązkach.

## Odznaczenia
- Srebrny Order „Gwiazda Przyjaźni między Narodami” (Niemcy Wschodnie, 1986)[7]